# Donata Francescato
 (janvier 2022).
Pour les articles homonymes, voir Francescato.
Donata Francescato,née le 17 avril 1944 à Arona, est une psychologue et universitaire italienne, connue pour son travail sur les études de genre et le développement psychologique personnel et collectif. 

## Biographie
Donata Francescato obtient une licence en 1967 puis une maitrise  en1970 de  littérature française de l'Université Rice. Elle est docteure en psychologie clinique de l'université de Houston en 1972. Elle fait ensuite un stage postdoctoral au département de sociologie de l'Université Brandeis.
A son retour en Italie, elle est cofondatrice de Effe, un magazine féministe actif de 1973 à 1982.
Elle est professeure titulaire de psychologie communautaire à l'Université de Rome La Sapienza jusqu'à sa retraite en 2014.
Au cours de sa carrière universitaire, Francescato a développé des méthodologies d'enseignement en ligne innovantes pour enseigner des compétences professionnelles à l'aide d'un apprentissage collaboratif assisté par ordinateur. Elle a également développé des solutions pour favoriser l'autonomisation individuelle, collective, organisationnelle et communautaire, ainsi que de nombreux programmes d'intervention pour l'autonomisation des femmes, des personnes migrantes et des communautés défavorisées. 

## Publications principales

### Études de genre
- Francescato, D. & Francescato G. (1974). Famiglie Aperte: la comune, Milano: Feltrinelli.
- Francescato, D. (1992, révisé en 2002 puis 2012). Quando l’amore finisce . Bologna: Il Mulino. Traduit en espagnol et portugais
- Francescato, D. (1994).Figli sereni di amori smarriti. Ragazzi e adulti dopo la separazione.  Milano:Mondadori. Republié in 2012 par le Corriere della Sera. Traduit en espagnol et portugais.
- Francescato, D. & Pasini, W. (1999). Il coraggio di cambiare. Milano: Mondadori. Traduite en espagnol, portugais, Français ( Le courage de changer)[2],  japonais et chinois.

### Psychologie
- Francescato, D. (1977). Psicologia di comunita’ . Milano: Feltrinelli.
- Francescato, D., Putton, A. & Cudini S. (1986). Star bene insieme a scuola.Strategie per un’educazione socio-affettiva dalle materne alla media inferiore. Roma: Carocci.
- Francescato, D., Tomai, M. & Ghirelli, G. (2002).Fondamenti di psicologia di comunita’. . Roma: Carocci.
- Francescato, D., Tomai, M. & Mebane, M. (2004). Psicologia di comunità per la scuola, la formazione e l’orientamento. Esperienze faccia a faccia e online . Bologna: Il Mulino. Traduit en espagnol .
- Francescato, D., Tomai, M. & Solimeno A. (2008). Lavorare e decidere meglio in organizzazioni empowered e empowering . Roma: Carocci.